# Svartbäcken, Haninge kommun
Svartbäcken är en bebyggelse i tätorten Stockholm i Haninge kommun och en del av kommundelen Vendelsömalm. Den är belägen med Tyresta by och Tyresta nationalpark i öster.

## Bebyggelse
Större delen av Svartbäckens bostadsområde består av radhus byggda av trä på 1970-talet. Två gårdar är dock tegelhus byggda 1978 och ytterligare två är trähus från slutet av 1980-talet. De sistnämnda ligger mittemot Svartbäckens skola.

## Kommunikationer
Till Svartbäcken går det bussar från kommunens huvudort Handen (linje 834) samt från Gullmarsplan (vid lågtrafik linje 807, vid högtrafik även linje 809 som kör motorvägen mellan Gullmarsplan och Brandbergen och därefter till intilliggande Svartbäcken). Vissa turer går även vidare till Tyresta by.

## Skola
Huvudartikel: Svartbäckens skolmuseum

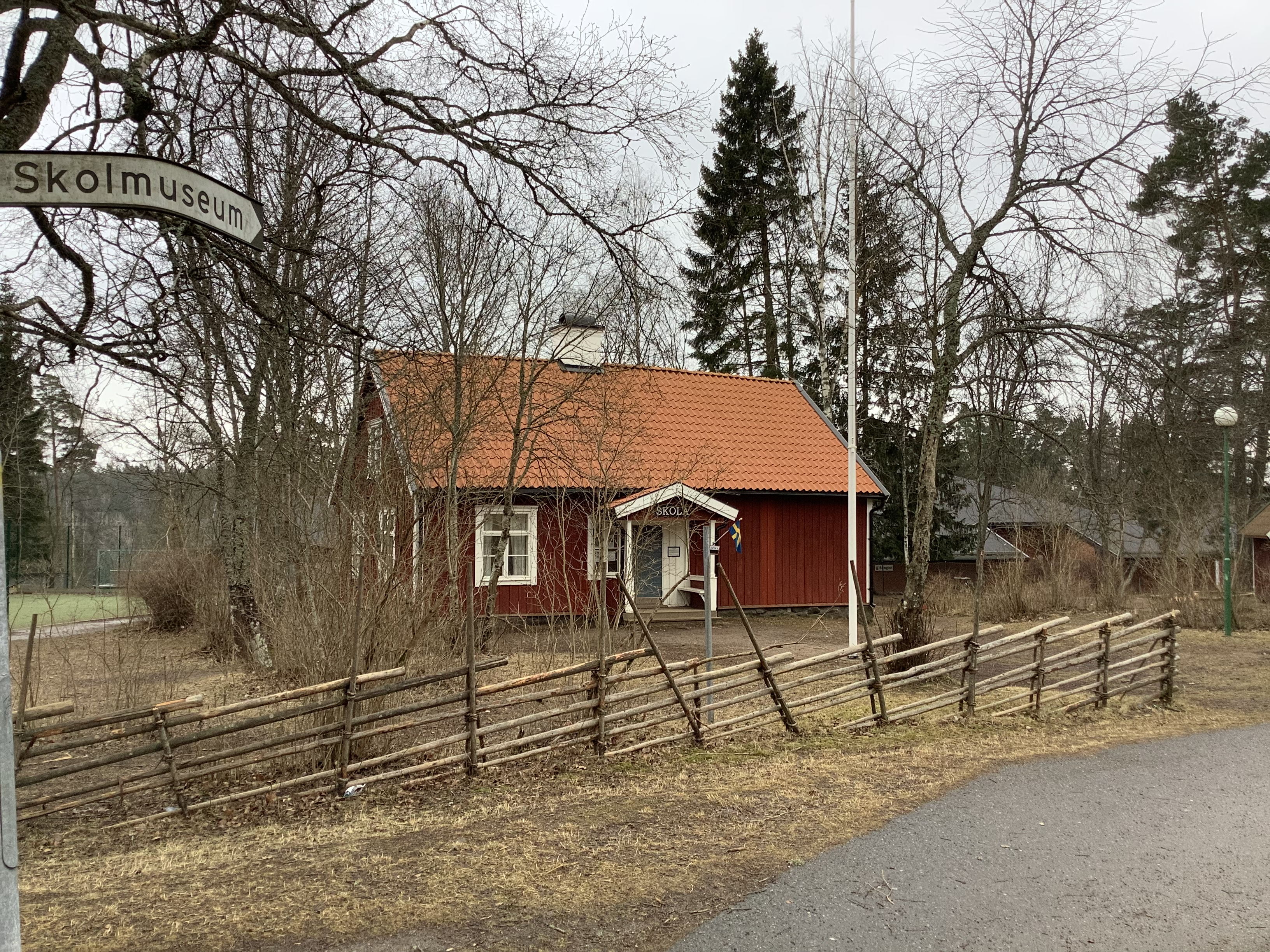
Svartbäckens skolmuseum grundat 1997 i skolbyggnaden från 1846.

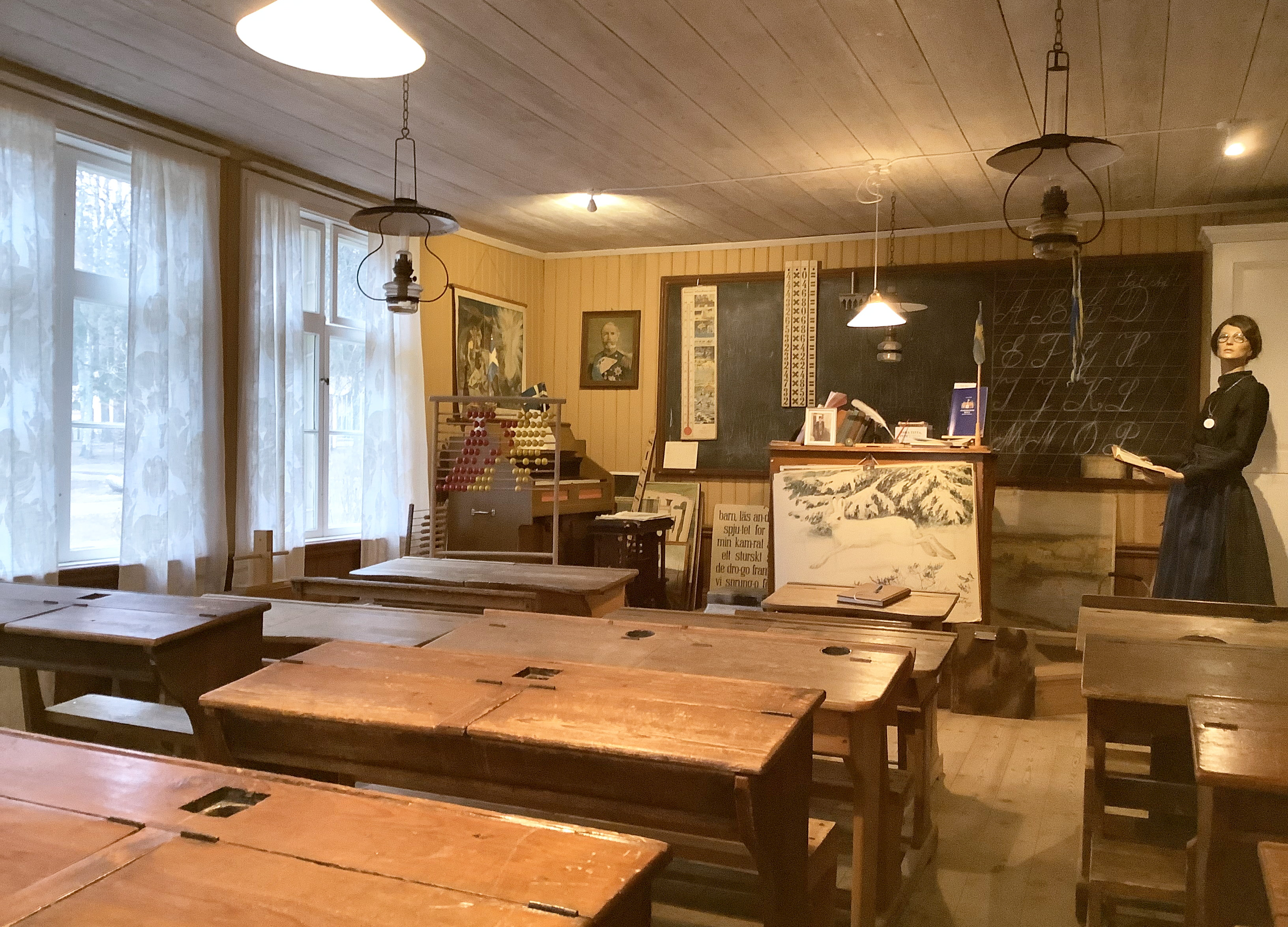
Skolsalen i Svartbäckens skolmuseum.

Svartbäcksskolan, som byggdes 1980, inrymmer årskurserna 1-6 samt särskola. Området runt skolan utgörs av en grästäckt gårdsplan med flaggstång, häckar och träd. Söder om skolan finns en grusplan för fotboll och en tennisbana. Invid skolan ligger en skog med strövområden, där Sörmlandsleden passerar och i närheten ligger Tyresta nationalpark.
Det lilla området med den ursprungliga skolbyggnaden från 1846 ligger som en pittoresk oas mitt i Svartbäckens nutida skolmiljön. Skolan är nu Svartbäckens skolmuseum, med skolrum och en lärarbostad på två rum och kök. Undervisningen upphörde 1932. Den välbevarade knuttimrade skolbyggnaden är utvändigt täckt med rödfärgad locklistpanel och har en grund av gråsten. Marken ägs av Haninge kommun och museet disponeras av Haninge Hembygdsgille. Innan museet flyttade in 1997, användes byggnaden av Vendelsö scoutkår. En ny scoutstuga har uppförts vid Tyrestavägen i närhet av skolan.

## Natur
Vid Svartbäcken ligger Svartsjön med en mindre badstrand samt ytterligare en bit bort finns Ramsjön.
Här brukar orienteringstävlingar hållas med jämna mellanrum.